# 아카사카촌 (니가타현)
아카사카촌(赤坂村)은 니가타현 기타칸바라군에 설치되었던 촌이다. 현재의 아가노시, 고센시에 해당한다.